# Vuelo 238 de Aerocon
El vuelo 238 de Aerocon fue un servicio doméstico de pasajeros operado por Aerocon, con una ruta programada desde el aeropuerto El Trompillo, en Santa Cruz de la Sierra (Bolivia) hasta el aeropuerto Teniente Jorge Henrich Arauz, Trinidad (Bolivia). El 6 de septiembre de 2011, fue operado por un Swearingen SA.227BC Metroliner III, registrado como CP-2548. La aeronave se precipitó a tierra cerca de Trinidad, falleciendo ocho de sus nueve ocupantes.

## Aeronave
El avión involucrado en el accidente era un Swearingen SA.227BC Metroliner III CP-2548, número de serie BC-768B. La nave realizó su primer vuelo en 1992 y había servido a Aeroméxico, Aero Litoral y Merlin Airways antes de su venta a Aerocon en enero de 2009.

## Accidente
La aeronave despegó desde el aeropuerto El Trompillo de Santa Cruz de la Sierra rumbo a Trinidad, en un vuelo programado de cerca de una hora de duración, cubriendo una distancia de 380 km. Cerca de las 19:00 hora local (23:00 UTC) se reportó la ubicación del avión a 19 km al norte del aeropuerto, punto en que se perdió el contacto. Se inició una búsqueda, a cargo de la Fuerza Aérea Boliviana. Alrededor de las 12:30 del 8 de septiembre, los restos de la aeronave fueron ubicados a cerca de 29 km al noreste del aeropuerto. Informaciones iniciales reportaron que hubo sobrevivientes. Los helicópteros llegaron al sitio del accidente a las 16:40 y se descubrió que ocho de las nueve personas que iban en la nave habían fallecido tras el impacto. El único sobreviviente fue hallado alrededor de las 09:00 del 9 de septiembre, con una herida en la cabeza y contusiones graves y cinco costillas y un omóplato rotos. El accidente fue oído por dos Pescadores, quienes informaron a las autoridades de la locación aproximada del impacto. Se guardó un minuto de silencio en la Asamblea Legislativa Plurinacional de Bolivia en memoria de los fallecidos. Se reportó que el radiofaro omnidireccional VHF del Aeropuerto de la ciudad de Trinidad estaba fuera de servicio desde el 20 de agosto y que se estaba intentando dar una señal de aproximación sin precisión al momento del accidente.

## Investigación
La Dirección General de Aviación Civil de Bolivia abrió una investigación para dilucidar las causas del accidente. La caja negra de la aeronave siniestrada fue recuperada de entre los restos y enviada a Brasil para ser analizada.